# Hezhen
Cet article concerne le peuple hezhen. Pour la langue nanaï, voir Nanaï.
Les Hezhen, aussi dénommés Hezhe (chinois : 赫哲族 ; pinyin : hèzhézú), Nanaï, Samagir ou encore Goldes, sont un groupe ethnique d'Extrême-Orient, appartenant à la famille toungouse.

## Ethnonyme
Hezhen se prononce [xədʑən]. Le h représente une fricative vélaire, et zh une affriquée palato-alvéolaire voisée [d͡ʐ] (Fr. dj).
L'ethnonyme vient du nom que se donnent eux-mêmes les seuls Khédjénes du bas Amour, Khédjé nai (хэǯэ най), ce qui signifie gens du cours inférieur.
En chinois classique, le terme est transcrit par "黑斤" (Heijin) ou "赫哲哈喇" (Hezhehala) et en chinois moderne par "赫哲" (Hezhe, prononcé Khedje) ou 赫哲族/ (Hèzhézú). Les Chinois nommaient autrefois les Khédjénes Youpi (鱼皮鞑子), c'est-à-dire « peaux de poissons », car ils utilisaient des peaux de gros poissons pour confectionner leurs costumes.
Au XVIIe siècle, les Russes transcrivent cet endonyme partiel par Atchany mais appellent les Khédjénes Natki et Samagir ou encore Kilən, toponyme qui signifie nid d'aigle. L'appellation Goldes (Гольды) s'est répandue vers le milieu de XIXe siècle, au moment de l'occupation de la partie inférieure du cours de l'Amour par la Russie. Il s'agit, en effet, du nom d'un des clans qui habitent cette zone. La version Goldi est celle du pluriel russe, marqué par i.
L'ensemble des Khédjenes se désignent eux-mêmes sous le terme de Nanaï (нанай), qui signifie littéralement autochtones. [na] désigne la terre et [nai], [nio] voire [bəi], selon le dialecte, signifie les gens.

## Description

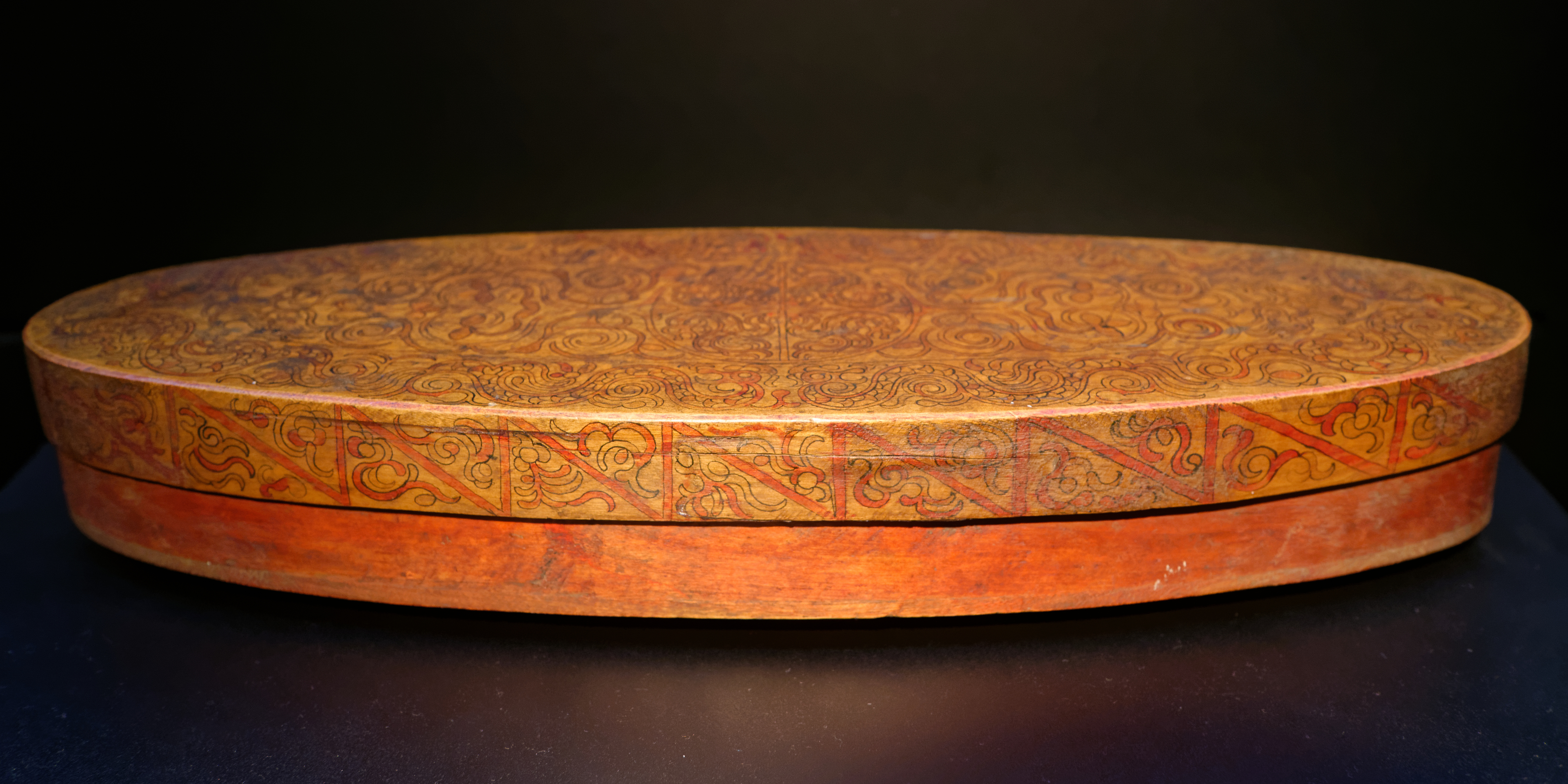
Boîte nanaï (collection Louis Marin)

Ils constituent l'un des 56 groupes ethniques officiellement reconnus par la République populaire de Chine et constituent aussi une minorité en Russie (Extrême-Orient russe) où ils sont appelés aujourd'hui Nanaïtsy. Ils vivent aux bords des fleuves Amour, Songhua et Oussouri. Ils étaient 4 640 en Chine selon le recensement de 2000, et 10 582 en Russie selon des chiffres de 1989.
Selon François Fontan, reprenant des spécialistes des langues toungouses, la langue des Goldis serait un dialecte mandchou.
Dans ce cas, cette langue ne serait pas morte.
Quoi qu'il en soit, même si c'est une autre langue, elle est très très proche du mandchou. Les différences ne concernent qu'une partie du vocabulaire, des mots chinois chez les Mandchous et des mots russes chez les Goldes de Russie.

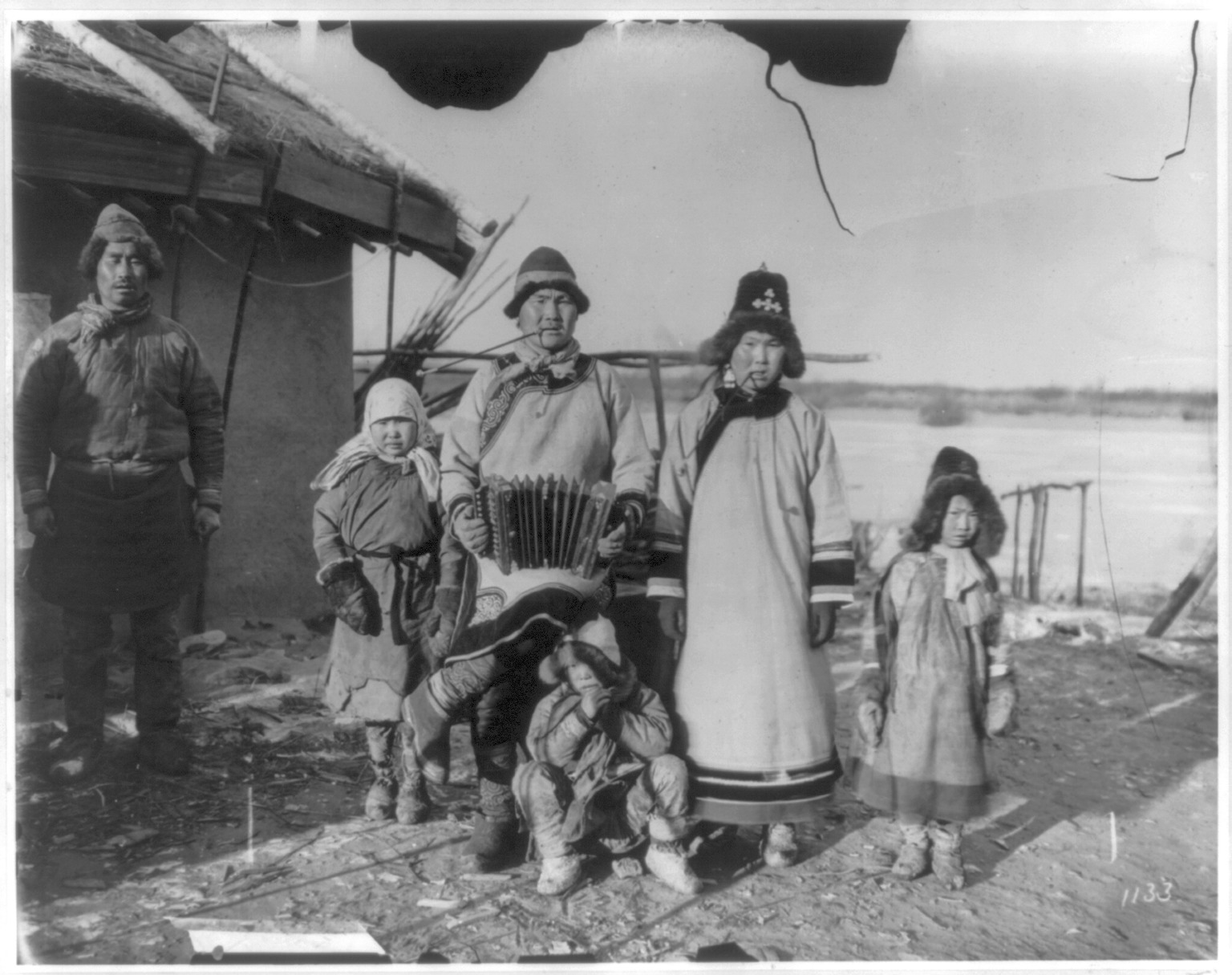
Groupe familial Goldi, nord de Khabarovsk, 1895
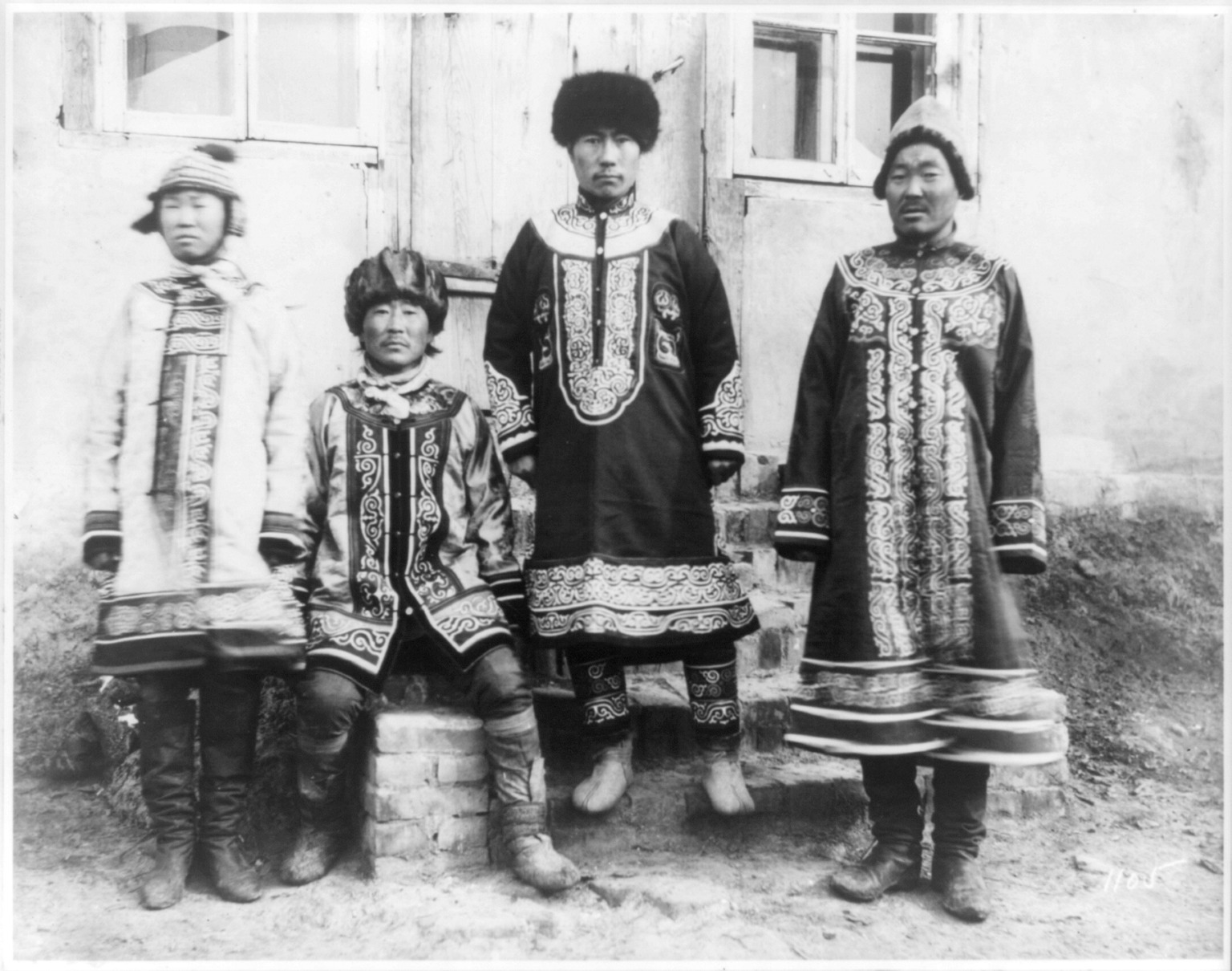
Chefs Goldi, nord de Khabarovsk, 1895
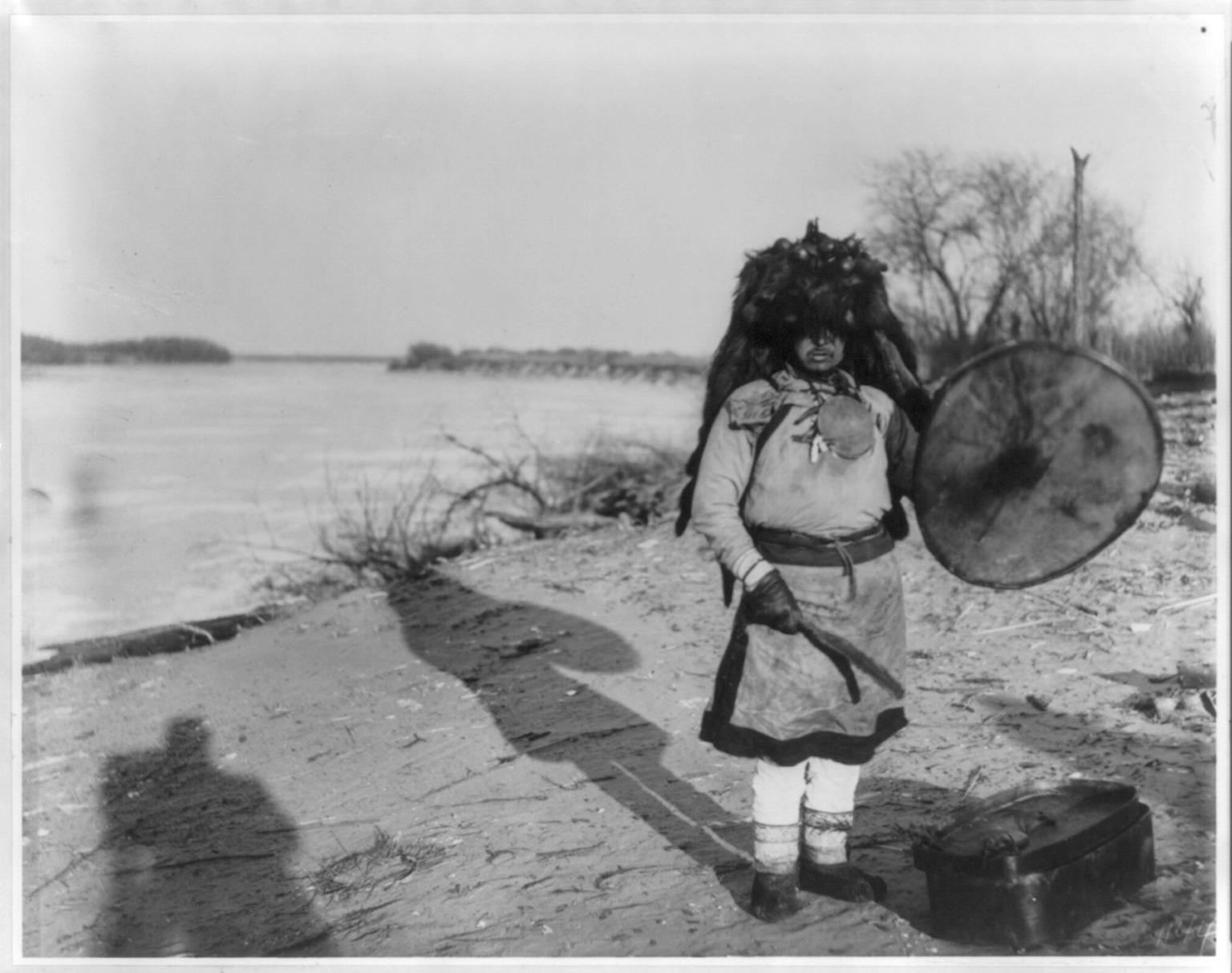
Shaman Goldi, en regalia, 1895
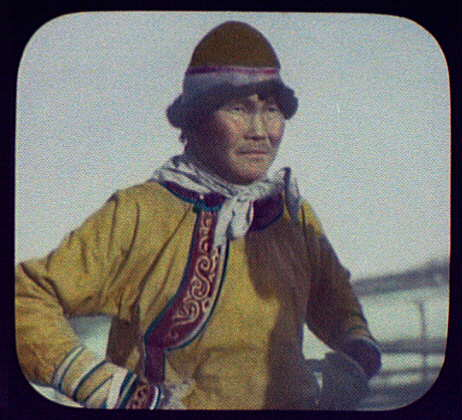
Chef de village Goldi, 1895
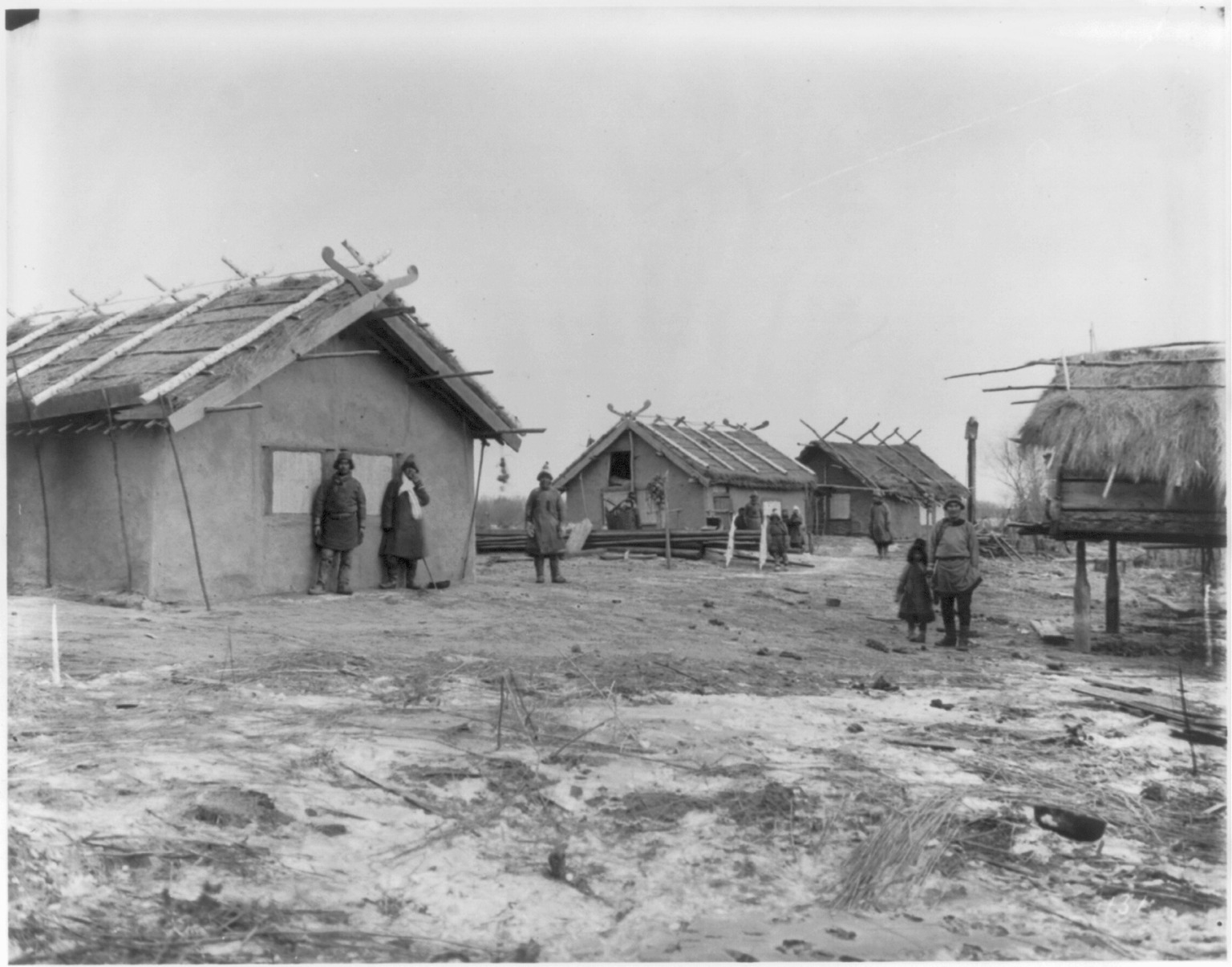
Village Goldi village, sur l'Amour, nord de Khabarovsk, 1895
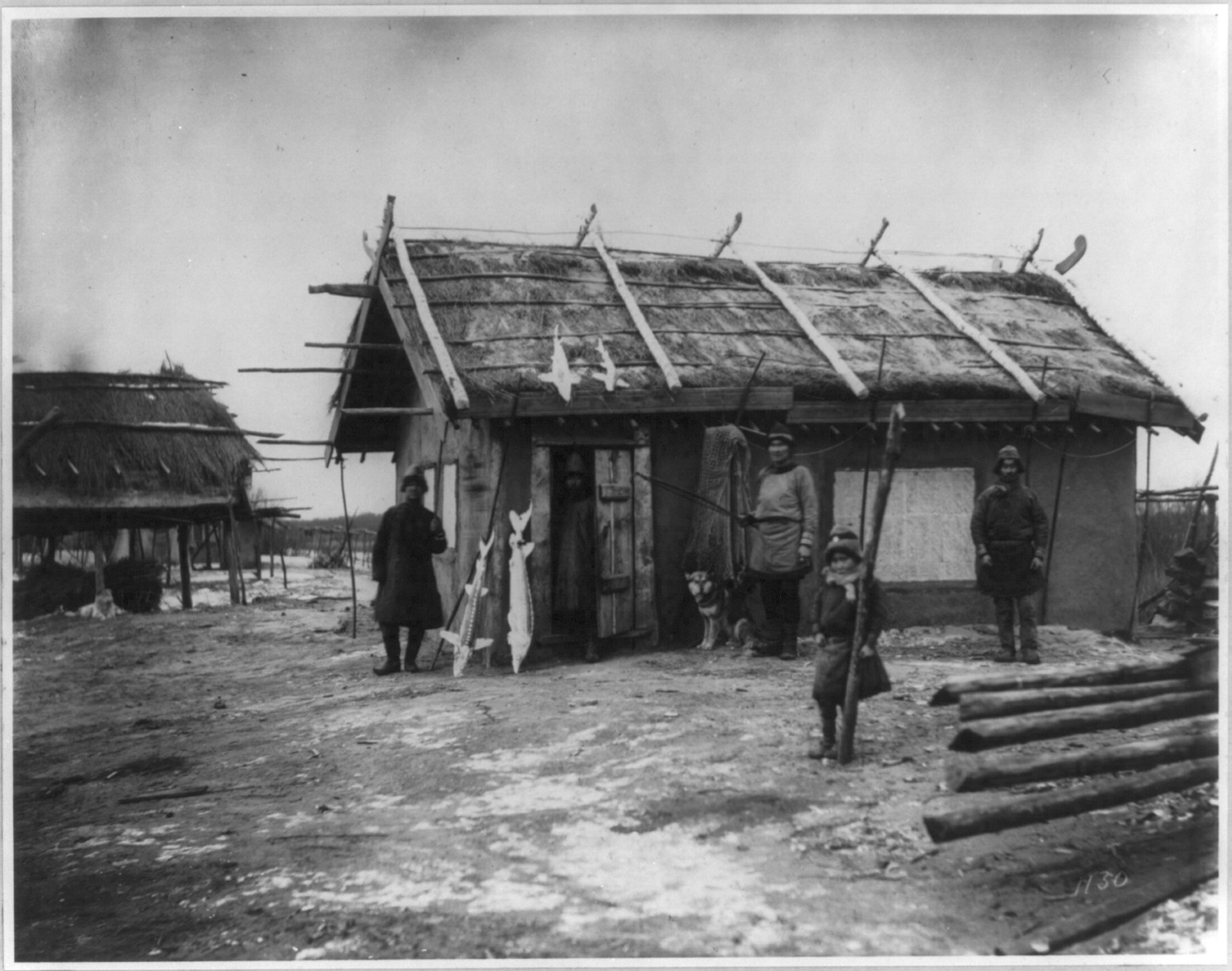
Village Goldi, le long de l'Amour, 1895

### Filmographie
- Dersou Ouzala (auteur Vladimir Arseniev, 1921)
- Dersou Ouzala (réalisateur Akira Kurosawa, 1975)